# 北川ヒューテック
北川ヒューテック株式会社（きたがわヒューテック）は、道路建設・舗装を中心に、土木や建築事業、不動産等を行っている日本の建設会社（ゼネコン）である。

## 沿革
- 1927年（昭和2年）4月 - 石川県金沢市にて個人事業「北川アスファルト工業所」として創業。
- 1947年（昭和22年）7月 - 北川工業株式会社として法人化。
- 1954年（昭和29年）10月 - 冷凍機部門を分離独立し、菱機工業株式会社を設立。
- 1962年（昭和37年）6月 -  防水部門を分離独立し、北川瀝青工業株式会社を設立。
- 1964年（昭和39年）12月 - 大同開発株式会社を設立。
- 1972年（昭和47年）8月 - 北川道路株式会社に改称。
- 1975年（昭和50年）9月 - 北川緑化工業株式会社を設立。
- 1985年（昭和60年）8月 - ホクシン工業株式会社を設立。
- 1991年（平成3年）7月 - 株式会社アスワを設立。
- 1992年（平成4年）
  - 9月 - 北川ヒューテック株式会社と改称。東京本社を開設。
  - 11月 - 資本金を5億7,000万円とする。
- 1996年（平成8年）10月 - 北創工業株式会社を設立。
- 1999年（平成11年）2月 - ISO 9002認証取得。
- 2000年（平成12年）9月 - 株式会社済美建設を買収。
- 2005年（平成17年）8月 - 安原建設株式会社を買収。
- 2006年（平成18年）10月 - 資本金を3億円に改める。
- 2013年（平成25年）9月 - 太陽光発電事業を開始。
- 2018年（平成30年）1月 - ISO 14001認証取得[3]。

## 不祥事・事件・問題
東日本大震災で被災した高速道路の復旧工事12件を巡る談合事件で、2016年にNIPPOや前田道路、日本道路などとともに私的独占の禁止及び公正取引の確保に関する法律（独占禁止法）違反容疑で公正取引委員会から告発、東京地検特捜部から在宅起訴される。9月7日、「社会的な影響は大きく、談合に参加した刑事責任は重い」として、東京地裁から罰金1億2000万円の有罪判決を言い渡された。

## 関連人物
- 北川義信 - 1989年8月から当社代表取締役社長、2007年6月から代表取締役会長[7]。そのほか「石川県建設産業連合会」や「全国建設産業団体連合会」（建産連）の会長も務めた[8]。

- 不破大仁 - 石川県議会議員。金沢大学大学院自然科学研究科修了後の2000年（平成12年）4月から2006年8月まで、北川ヒューテックに勤務[9]。

## 関連会社一覧
- 菱機工業株式会社
- 北川瀝青工業株式会社
- 大同開発株式会社
- 茨木砕石株式会社
- 大洋コンサルタント株式会社
- 北川緑化工業株式会社
- ホクシン工業株式会社
- 倶利伽羅開発株式会社
- 株式会社アスワ
- 北創工業株式会社
- 株式会社済美建設
- 北川インデック株式会社